# Mistrzostwa Europy w Lekkoatletyce 1978 – bieg na 100 m przez płotki kobiet

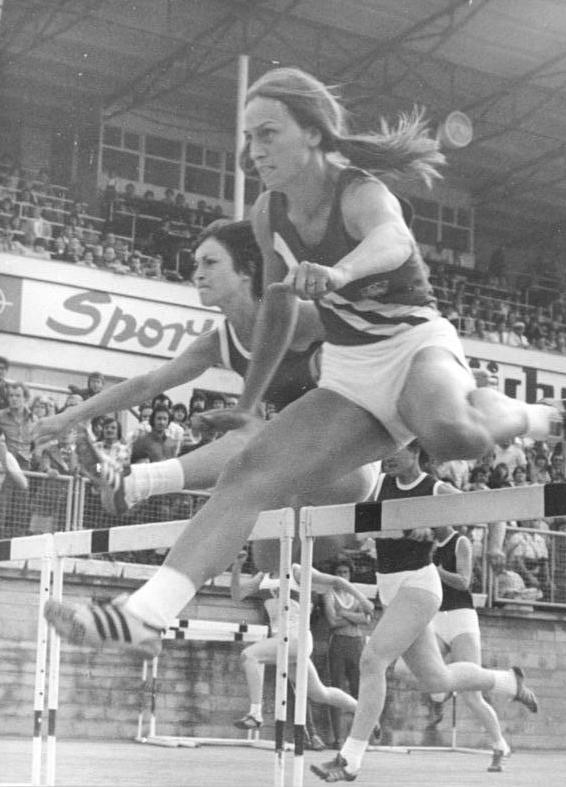
Johanna Klier (z prawej)

Bieg na dystansie 100 metrów przez płotki kobiet był jedną z konkurencji rozgrywanych podczas XII mistrzostw Europy w Pradze. Biegi eliminacyjne i półfinałowe zostały rozegrane 31 sierpnia, a bieg finałowy 2 września 1978 roku. Zwyciężczynią tej konkurencji została reprezentantka Niemieckiej Republiki Demokratycznej Johanna Klier. W rywalizacji wzięły udział dwadzieścia trzy zawodniczki z trzynastu reprezentacji.

## Rekordy
| Rekord świata     | Grażyna Rabsztyn (POL) | 12,48 | Fürth, RFN   | 10.06.1978 |
| Rekord Europy     | Grażyna Rabsztyn (POL) | 12,48 | Fürth, RFN   | 10.06.1978 |
| Rekord mistrzostw | Annelie Ehrhardt (GDR) | 12,66 | Rzym, Włochy | 07.09.1974 |

## Wyniki

### Eliminacje
Rozegrano cztery biegi eliminacyjne. Do półfinałów awansowały po cztery najlepsze zawodniczki każdego biegu eliminacyjnego (Q).
Bieg 1
| Miejsce | Zawodniczka      | Czas  | Uwagi |
| ------- | ---------------- | ----- | ----- |
| 1       | Grażyna Rabsztyn | 12,94 | Q     |
| 2       | Nina Morgulina   | 13,04 | Q     |
| 3       | Gudrun Berend    | 13,26 | Q     |
| 4       | Xénia Siska      | 13,48 | Q     |
| 5       | Shirley Strong   | 13,56 |       |
| 6       | Laurence Elloy   | 14,07 |       |

Bieg 2
| Miejsce | Zawodniczka      | Czas  | Uwagi |
| ------- | ---------------- | ----- | ----- |
| 1       | Johanna Klier    | 12,85 | Q     |
| 2       | Lucyna Langer    | 13,13 | Q     |
| 3       | Sharon Colyear   | 13,23 | Q     |
| 4       | Silvia Kempin    | 13,40 | Q     |
| 5       | Laurence Lebeau  | 13,60 |       |
| 6       | Hilde Fredriksen | 13,63 |       |

Bieg 3
| Miejsce | Zawodniczka         | Czas  | Uwagi |
| ------- | ------------------- | ----- | ----- |
| 1       | Elżbieta Rabsztyn   | 13,20 | Q     |
| 2       | Lorna Boothe        | 13,46 | Q     |
| 3       | Lidia Guszewa       | 13,52 | Q     |
| 4       | Monika Schönauerová | 13,61 | Q     |
| 5       | Lena Spoof          | 13,63 |       |

Bieg 4
| Miejsce | Zawodniczka       | Czas  | Uwagi |
| ------- | ----------------- | ----- | ----- |
| 1       | Tatjana Anisimowa | 12,85 | Q     |
| 2       | Annerose Fiedler  | 13,43 | Q     |
| 3       | Ileana Ongar      | 13,74 | Q     |
| 4       | Elisavet Pantazi  | 13,84 | Q     |
| 5       | Dorthe Rasmussen  | 13,95 |       |
| 6       | Hana Chocová      | 14,04 |       |

### Półfinały
Rozegrano dwa półfinały. Do finału awansowały po cztery najlepsze zawodniczki każdego biegu półfinałowego (Q).
Półfinał 1
| Miejsce | Zawodniczka         | Czas  | Uwagi |
| ------- | ------------------- | ----- | ----- |
| 1       | Grażyna Rabsztyn    | 12,60 | Q     |
| 2       | Johanna Klier       | 12,90 | Q     |
| 3       | Nina Morgulina      | 13,00 | Q     |
| 4       | Annerose Fiedler    | 13,07 | Q     |
| 5       | Sharon Colyear      | 13,25 |       |
| 6       | Xénia Siska         | 13,36 |       |
| 7       | Monika Schönauerová | 13,72 |       |
| 8       | Ileana Ongar        | 13,90 |       |

Półfinał 2
| Miejsce | Zawodniczka       | Czas  | Uwagi |
| ------- | ----------------- | ----- | ----- |
| 1       | Gudrun Berend     | 12,90 | Q     |
| 2       | Tatjana Anisimowa | 12,92 | Q     |
| 3       | Lucyna Langer     | 13,00 | Q     |
| 4       | Elżbieta Rabsztyn | 13,14 | Q     |
| 5       | Lorna Boothe      | 13,44 |       |
| 6       | Elisavet Pantazi  | 13,82 |       |
| –       | Silvia Kempin     | DNF   |       |
| –       | Lidia Guszewa     | DNS   |       |

### Finał
Pierwotnie bieg finałowy został rozegrany 1 września. Grażyna Rabsztyn potknęła się na płotku i wpadła na biegnącą na sąsiednim torze Ninę Morgulinę, powodując jej upadek. Bieg został powtórzony następnego dnia, już bez zdyskwalifikowanej Rabsztyn. Kolejność medalistek była w obu biegach taka sama.
| Miejsce | Zawodniczka       | Czas  |
| ------- | ----------------- | ----- |
| 1       | Johanna Klier     | 12,62 |
| 2       | Tatjana Anisimowa | 12,67 |
| 3       | Gudrun Berend     | 12,73 |
| 4       | Nina Morgulina    | 12,86 |
| 5       | Lucyna Langer     | 12,98 |
| 6       | Annerose Fiedler  | 13,09 |
| 7       | Elżbieta Rabsztyn | 13,17 |
| –       | Grażyna Rabsztyn  | DQ    |